# Descarrilamento de trem em Yanga
O descarrilamento de trem em Yanga ocorreu em 21 de junho de 2010, quando um trem que viajava de Pointe-Noire para Brazavile, na República do Congo, descarrilou e mergulhou em uma ravina. Pelo menos sessenta pessoas foram inicialmente declaradas mortas e centenas desapareceram, com o número de mortes podendo aumentar ainda mais. Em 23 de junho de 2010, o número de mortos subiu para 76 pessoas, enquanto o número de vítimas subiu para 745.
O descarrilamento foi comparado a um incidente semelhante ocorrido em setembro de 1991 e que matou cem pessoas, além de ferir outras 300, sendo considerado o acidente mais mortal do país. Uma lista cronológica fornecida pelo The Daily Telegraph de acidentes ferroviários ocorridos desde 2002 sugere que este é o desastre ferroviário mais mortal desde 2008, quando uma colisão de trens mataram pelo menos setenta pessoas na China.

## Acidente
Em 21 de junho de 2010, um trem operado pela Chemin de Fer Congo-Oceano (CFCO) descarrilou em Yanga, situada entre as vilas de Belengi e Tchitondi, a cerca de sessenta quilômetros de Pointe-Noire. Quatro vagões foram descarrilados. Pelo menos 51 pessoas foram mortas na época, com dezenas de feridos.
O trem estava a caminho de Pointe-Noire para Brazavile, na época. Quatro vagões caíram em uma ravina. Vítimas e cadáveres foram levados para o local relevante. Dezesseis pessoas foram deixadas em um estado crítico de perigo físico. As fotografias dos feridos mostram lesões de múltiplos membros e pacientes portadores de cadeira de rodas. Membros da família se reuniram nas estações ferroviárias de Pointe Noire e Dolisie para buscar notícias de seus parentes. O dano material foi dito como "severo".
Em 23 de junho de 2010, o número de mortos havia subido para 76 pessoas e o número de feridos para 745.

## Causa
Nenhuma causa para o acidente foi imediatamente estabelecida, embora o governo tenha culpado a velocidade excessiva. O trem fazia uma curva no momento que descarrilou.

## Repercussão
Os militares e as pessoas da Cruz Vermelha correram para a área para oferecer sua assistência aos passageiros atingidos. O presidente Denis Sassou Nguesso reuniu-se com altos membros de sua administração após o incidente.
Três dias de luto nacional foram declarados pelo governo da República do Congo. Os funerais que resultaram do incidente foram pagos pelo governo, de acordo com um comunicado oficial, e o luto começou no sábado seguinte.